# پوبیلیا
پوبیلیا (به لاتین: Pubbiliya) یک منطقهٔ مسکونی در سری‌لانکا است که در استان مرکزی (سری‌لانکا) واقع شده‌است.